# NGC 6369
NGC 6369 é uma nebulosa planetária na direção da constelação de Ophiuchus. O objeto foi descoberto pelo astrônomo William Herschel em 1784, usando um telescópio refletor com abertura de 18,6 polegadas. Devido a sua moderada magnitude aparente (+11,4), é visível apenas com telescópios amadores ou com equipamentos superiores. 